# أورلينس (فيرمونت)
أورلينس (بالإنجليزية: Orleans, Vermont)‏ هي منطقة سكنية تقع في الولايات المتحدة في بارتون (فيرمونت). يقدر عدد سكانها بـ 826 نسمة ومساحتها 1.8 كم2 ووترتفع عن سطح البحر 363 متر.

## التركيبة السكانية
حدّد مكتب تعداد الولايات المتحدة بيانات التركيبة السكانية لأورلينس في تعداد الولايات المتحدة. في ما يلي، التركيبة السكانية حسب تعدادي 2000 و2010.

### تعداد عام 2000
بلغ عدد سكان أورلينس 826 نسمة بحسب تعداد عام 2000، وبلغ عدد الأسر 364 أسرة وعدد العائلات 229 عائلة مقيمة في القرية. في حين سجلت الكثافة السكانية 338.5 نسمة لكل كيلومتر مربع (876.7/ميل2). وبلغ عدد الوحدات السكنية 400 وحدة بمتوسط كثافة قدره 163.9 لكل كيلومتر مربع (424.5/ميل2).
وتوزع التركيب العرقي للقرية بنسبة 97.82% من البيض و0.12% من الأمريكيين الأفارقة و0.36% من الأمريكيين الأصليين و0.48% من الأمريكيين ذوي الأصول الآسيوية و1.21% من عرقين مختلطين أو أكثر و0.36% من الهسبانيون أو اللاتينيون من أي عرق.
بلغ عدد الأسر 364 أسرة كانت نسبة 32.1% منها لديها أطفال تحت سن الثامنة عشر تعيش معهم، وبلغت نسبة الأزواج القاطنين مع بعضهم البعض 47.3% من أصل المجموع الكلي للأسر، ونسبة 9.9% من الأسر كان لديها معيلات من الإناث دون وجود شريك، بينما كانت نسبة 5.8% من الأسر لديها معيلون من الذكور دون وجود شريكة وكانت نسبة 37.1% من غير العائلات. تألفت نسبة 33.8% من أصل جميع الأسر من عدة أفراد يعيشون في نفس المنزل ونسبة 16.8% كانت تتألف من شخص يعيش بمفرده يبلغ من العمر 65 عاماً أو أكثر. وبلغ متوسط حجم الأسرة المعيشية 2.27، أما متوسط حجم العائلات فبلغ 2.84.
بلغ العمر الوسطي للسكان 40.4 عاماً. وكانت نسبة 25.2% من القاطنين تحت سن الثامنة عشر، وكانت نسبة 7.4% بين الثامنة عشر والرابعة والعشرين عاماً، ونسبة 25.4% كانت واقعةً في الفئة العمرية ما بين الخامسة والعشرين والرابعة والأربعين عاماً، ونسبة 23.7% كانت ما بين الخامسة والأربعين والرابعة والستين، ونسبة 18.3% كانت ضمن فئة الخامسة والستين عاماً فما فوق. يوجد لكل 100 أنثى 99.5 ذكر، ويوجد لكل 100 أنثى في الثامنة عشر من عمرها فما فوق 93.1 ذكر.
بلغ متوسط دخل الأسرة في القرية 26,131 دولارًا، أما متوسط دخل العائلة فبلغ 34,583 دولارًا. وكان متوسط دخل الذكور 25,789 دولارًا مقابل 21,750 دولارًا للإناث. وسجل دخل الفرد الخاص بالقرية 15,318 دولارًا. وكانت نسبة 11.6% من العائلات ونسبة 12.3% من السكان تحت خط الفقر، وكان من هؤلاء نسبة 14.5% تحت سن الثامنة عشر ونسبة 12.5% في الخامسة والستين من العمر وما فوق.

### تعداد عام 2010
بلغ عدد سكان أورلينس 818 نسمة بحسب تعداد عام 2010، وبلغ عدد الأسر 349 أسرة وعدد العائلات 217 عائلة مقيمة في القرية. في حين سجلت الكثافة السكانية 335.2 نسمة لكل كيلومتر مربع (868.2/ميل2). وبلغ عدد الوحدات السكنية 399 وحدة بمتوسط كثافة قدره 163.5 لكل كيلومتر مربع (423.5/ميل2).
وتوزع التركيب العرقي للقرية بنسبة 94.01% من البيض و1.47% من الأمريكيين الأفارقة و0.24% من الأمريكيين الأصليين و0.49% من الأمريكيين ذوي الأصول الآسيوية و3.79% من عرقين مختلطين أو أكثر و2.08% من الهسبانيون أو اللاتينيون من أي عرق.
بلغ عدد الأسر 349 أسرة كانت نسبة 29.8% منها لديها أطفال تحت سن الثامنة عشر تعيش معهم، وبلغت نسبة الأزواج القاطنين مع بعضهم البعض 44.4% من أصل المجموع الكلي للأسر، ونسبة 12.9% من الأسر كان لديها معيلات من الإناث دون وجود شريك، بينما كانت نسبة 4.9% من الأسر لديها معيلون من الذكور دون وجود شريكة وكانت نسبة 37.8% من غير العائلات. تألفت نسبة 29.8% من أصل جميع الأسر من عدة أفراد يعيشون في نفس المنزل ونسبة 15.2% كانت تتألف من شخص يعيش بمفرده يبلغ من العمر 65 عاماً أو أكثر. وبلغ متوسط حجم الأسرة المعيشية 2.34، أما متوسط حجم العائلات فبلغ 2.88.
بلغ العمر الوسطي للسكان 40.8 عاماً. وكانت نسبة 22.5% من القاطنين تحت سن الثامنة عشر، وكانت نسبة 8.2% بين الثامنة عشر والرابعة والعشرين عاماً، ونسبة 25.2% كانت واقعةً في الفئة العمرية ما بين الخامسة والعشرين والرابعة والأربعين عاماً، ونسبة 28.4% كانت ما بين الخامسة والأربعين والرابعة والستين، ونسبة 15.8% كانت ضمن فئة الخامسة والستين عاماً فما فوق. وتوزع التركيب الجنسي للسكان بنسبة 49.4% ذكور و50.6% إناث.